# Get Out of My House
"Get Out of My House" (inglés: Fuera de mi casa) es la décima y última canción del álbum The Dreaming de la cantante Kate Bush.
De acuerdo con Bush, la canción es una versión de la historia de terror El resplandor de Stephen King.

## La canción
Las letras se refieren a una situación paranoica vivida por un personaje en una antigua casa, emulando la situación del relato El resplandor. Al inicio, Bush canta algunas frases con un tono de voz más grave que la habitual, repitiendo constantemente la palabra "slamming!". A medida que avanza, su canto se vuelve más eufórico y temperamental, hasta el punto de reemplazarlos por gritos guturales y rebuznos. Para promover el ánimo desgarrador de la canción, se agregaron algunos efectos como el uso de portazos.

## Crítica
MacKenzie Wilson de Allmusic la indicó como una pista destacada del álbum y escribió: "La vivaz y temperamental 'Get Out of My House' realmente aporta muchos talentos de Bush para el arte y la música de vanguardia". Amy Hanson, también de Allmusic, escribió: "'Get Out of My House' es absolutamente brutal, frágil, una placa para golpearse el pecho de la emoción tan cruda como su resonancia, y muchas veces casi imposible de soportar. Fue un final apropiado, y un ajuste perfecto para las repetidas imágenes del dolor de la gente mostrado en The Dreaming, de diferentes formas, siendo capaces de infligir".

## Producción
- Kate Bush - compositora, productora, arreglista.
- Paul Hardiman, David Taylor - mezcla.
- Ian Cooper - masterización

## Personal
- Kate Bush - voz principal, piano, sintetizador CS-80, sintetizador Fairlight.
- Alan Murphy - guitarra eléctrica
- Paul Hardiman, Paddy Bush, Esmail Sheikh - voces adicionales.
- Jimmy Bain - bajo
- Preston Heyman - batería